# Catapausa bimaculipennis
Catapausa bimaculipennis là một loài bọ cánh cứng trong họ Cerambycidae.